# شينادوي
شينادوي (بالإنجليزية: Schenadüi)‏ هو أحد جبال سلسلة جبال الألب ليبونتيني ويقع في كانتون تيسينو في سويسرا. يحتل المرتبة رقم 285 في قائمة جبال سويسرا من حيث الارتفاع، إذ يبلغ ارتفاعه حوالي 2738 متر، بينما يبلغ ارتفاع نتوء الجبل 375 متر.